# Cryptopone guatemalensis
Cryptopone guatemalensis är en myrart som först beskrevs av Auguste-Henri Forel 1899.  Cryptopone guatemalensis ingår i släktet Cryptopone och familjen myror. Inga underarter finns listade i Catalogue of Life.